# Anna Danesi
Anna Danesi (née le 20 avril 1996 à Brescia) est une joueuse de volley-ball italienne.
Elle joue pour l'équipe de l'Imoco Volley où elle joue en position de central. Elle fait partie de l'équipe d'Italie de volley-ball féminin qualifiée pour les Jeux olympiques de Rio.
Elle remporte la médaille de bronze lors du Championnat du monde 2022, compétition où elle est élue meilleure centrale.